# Carlo Botta
Carlo Botta (San Giorgio Canavese, 1766. november 6. – Párizs, 1837. augusztus 10.) olasz történetíró.

## Élete

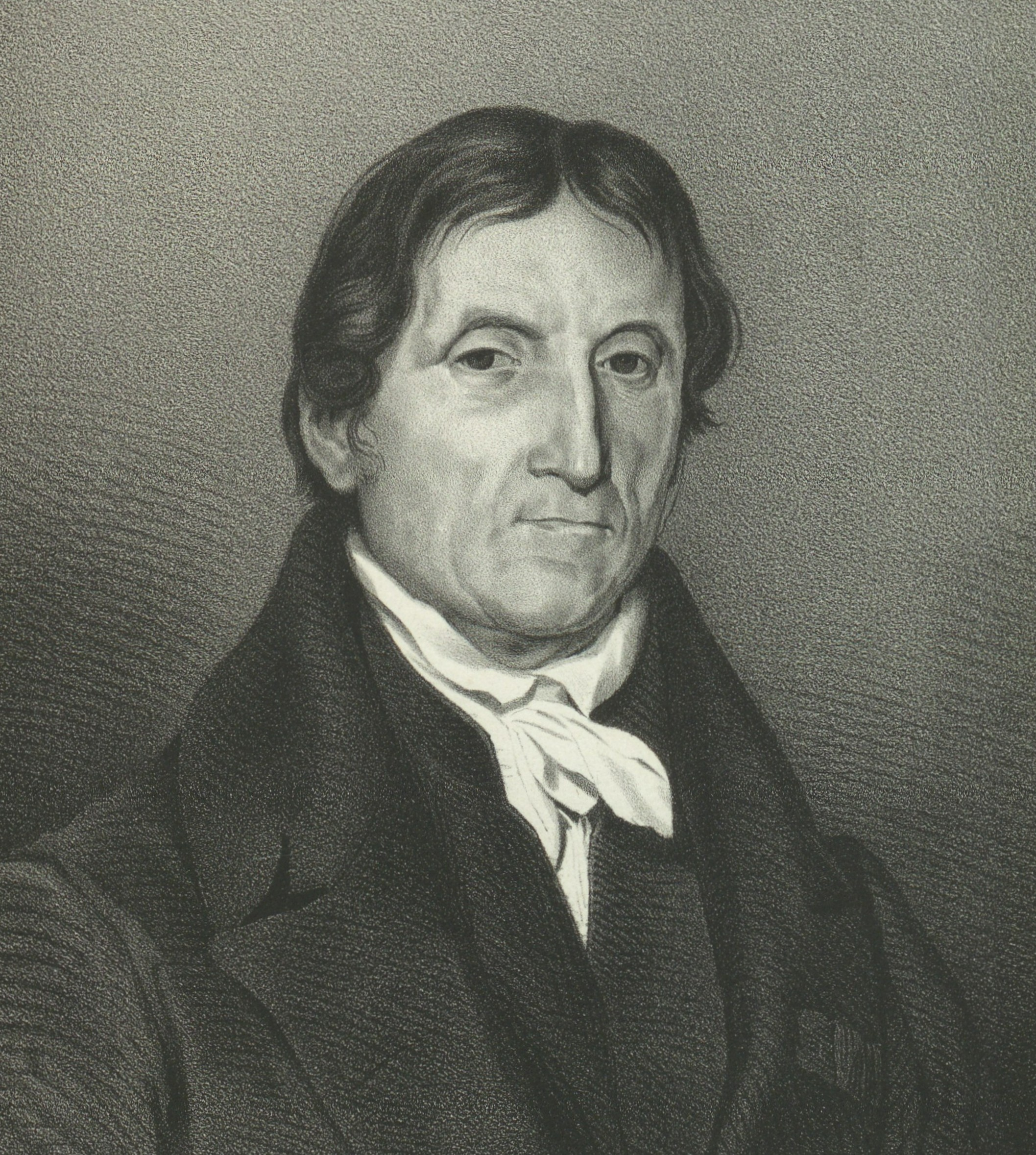
Carlo Botta

Az orvosi pályára készült és Torinóban le is tette az orvosi szigorlatot. Mint köztársasági érzületű ifjút bebörtönözték; kétévi fogság után kiszabadulván, előbb Svájcba, majd Franciaországba ment, ahol mint katonaorvos a francia hadseregbe lépett. IV. Károly Emánuel lemondása után tagja lett a piemonti ideiglenes kormánynak, Piemontnak Franciaországgal való egyesítése után pedig az Eridano-kerület kormányzásával bízták meg. Az osztrákok és oroszok győzelmei után visszatérvén Franciaországba, Bonaparte a marengói csata után a kormányzótanács tagjává nevezte ki. Amikor Piemont a francia császárság provinciája lett, 1804-ben Bottát a Dora-kerület képviselőjévé választotta, amire aztán hosszabb időre Párizsban telepedett meg. Itt írta egyik főművét, az Egyesült Államok függetlenségi harcainak történetét (Storia della indipendenza degli Stati Uniti) és egy epikus költeményt: Camillo o Veji conquistata. 1815 után öt évig a római akadémia rektora volt és itt alkotta meg Storia d'Italia dal 1789 al 1814 című munkáját. Visszatérve Párizsba, egy olaszokból álló irodalompártoló társaság megbízásából megírta Olaszország történetét, ott kezdve tárgyalását, ahol Guicciardini elhagyta: Storia d'Italia, continuata de quella del Guicciardini (20 kötet). Azonkívül írt néhány kevésbé jelentékeny francia történelmi munkát is. Botta azoknak a puristáknak iskolájához tartozott, akiknek fő céljuk volt az olasz próza tisztaságát helyreállítani; munkáinak becse főképp nyelvezetükben van, míg történelmi kritika és tárgyilagosság dolgában gyengék.